# Cassilândia (microregio)
Cassilândia is een van de elf microregio's van de Braziliaanse deelstaat Mato Grosso do Sul. Zij ligt in de mesoregio Leste de Mato Grosso do Sul en grenst aan de microregio's Alto Taquari, Paranaíba, Três Lagoas, Quirinópolis (GO), Sudoeste de Goiás (GO), Rondonópolis (MT). De microregio heeft een oppervlakte van ca. 13.223 km². Midden 2009 werd het inwoneraantal geschat op 60.198.
Drie gemeenten behoren tot deze microregio:
- Cassilândia
- Chapadão do Sul
- Costa Rica

Mesoregio's: Centro-Norte de Mato Grosso do Sul · Leste de Mato Grosso do Sul · Pantanal Sul Mato-Grossense · Sudoeste de Mato Grosso do Sul

Microregio's: Alto Taquari · Aquidauana · Baixo Pantanal · Bodoquena · Campo Grande · Cassilândia · Dourados · Iguatemi · Nova Andradina · Paranaíba · Três Lagoas